# IC 1859
IC 1859 ist eine aktive Spiralgalaxie mit ausgedehnten Sternentstehungsgebieten vom Hubble-Typ Sbc im Sternbild Fornax am Südsternhimmel. Sie ist schätzungsweise 258 Millionen Lichtjahre von der Milchstraße entfernt und hat einen Durchmesser von etwa 95.000 Lichtjahren.

Im selben Himmelsareal befinden sich u. a. die Galaxien IC 1858 und IC 1860.
Das Objekt wurde am 5. September 1897 vom US-amerikanischen Astronomen Lewis Swift entdeckt.